# Jagdschloss Friedrichsbühl
Das Jagdschloss Friedrichsbühl (auch Neuhaus Bellheim) nördlich von Bellheim wurde 1552 von Kurfürst Friedrich II. von der Pfalz als Renaissancebau errichtet.
Während des Dreißigjährigen Krieges wurde das zuletzt als Gestüt genutzte Schloss aufgegeben. Nach zwei Zerstörungen in den Jahren 1627 und 1674 wurden die Ruinen um 1725 auf Abbruch verkauft.
Am ursprünglichen Standort des Schlosses hat sich der Wassergraben erhalten, ein Gedenkstein und eine Informationstafel weisen auf das Schloss hin. Das Renaissanceportal des Schlosses diente bis 1897 als Portal der Nikolauskirche in Bellheim; heute befindet es sich im Historischen Museum der Pfalz in Speyer.